# Dodo and the Dodo’s
Dodo and the Dodo’s – duński zespół poprockowy, założony w 1986 roku.

## Historia
W 1986 roku Marie Charlotte Gad otrzymała propozycję nagrania piosenki „Re-Sepp-Ten”, przeznaczonej dla piłkarskiej reprezentacji Danii na Mistrzostwa Świata 1986. Gad wspólnie z muzykami nagrywającymi ten utwór postanowiła założyć zespół pod nazwą Dodo and the Dodo’s. Grupę tworzyli Dodo Gad, Jens Rud, Steen Christiansen, Anders Valbro i Lars Thorup. W 1987 roku ukazał się pierwszy album grupy, zatytułowany Dodo and the Dodo’s. W latach 80. zespół zdobył status gwiazdy muzyki pop na rodzimym rynku. W 1989 roku zespół wygrał nagrodę IFPI w kategorii Najlepszy duński zespół. Wydany w 2006 roku kompilacyjny album Hits zajął trzecie miejsce na liście sprzedaży w Danii. W 2019 roku zmarł członek zespołu, gitarzysta Steen Christiansen.

## Członkowie zespołu
- Dodo Gad – wokal
- Jens Rud – wokal
- Anders Valbro – gitara
- Lars Thorup – perkusja

## Dyskografia
- Dodo and the Dodo’s (1987)
- Dodo and the Dodo’s 2 (1988)
- Dodo and the Dodo’s (1988, anglojęzyczny)
- Dodo and the Dodo’s 3 (1990)
- Greatest Dance-Mixes (1991, remix album)
- Dodo and the Dodo’s 4 (1992)
- Største hits (1995, kompilacja)
- 5 (1998)
- Hits (2006)
- 6 (2008)
- Dodo & the Dodos Upgrade (2015)